# Schloss Ainay-le-Vieil

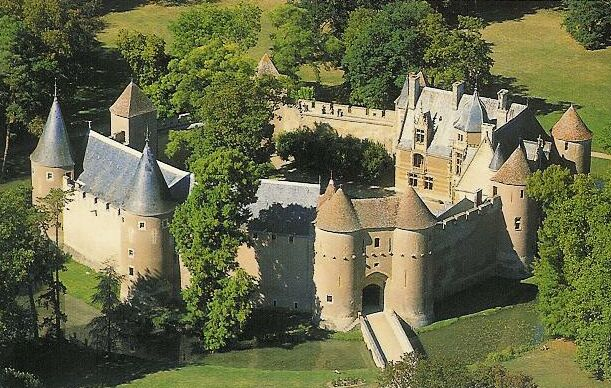
Schloss Ainay-le-Vieil

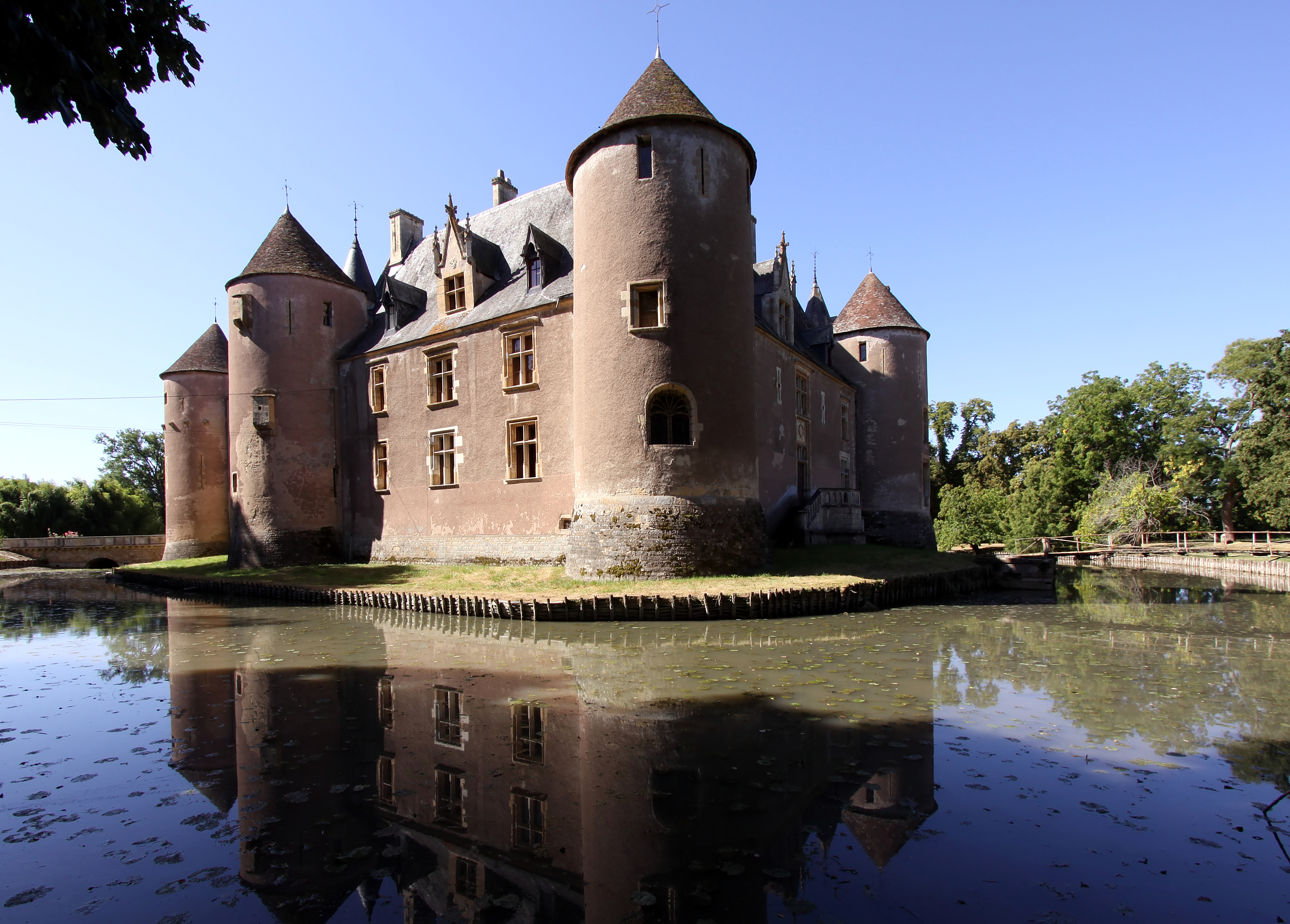
Außenansicht

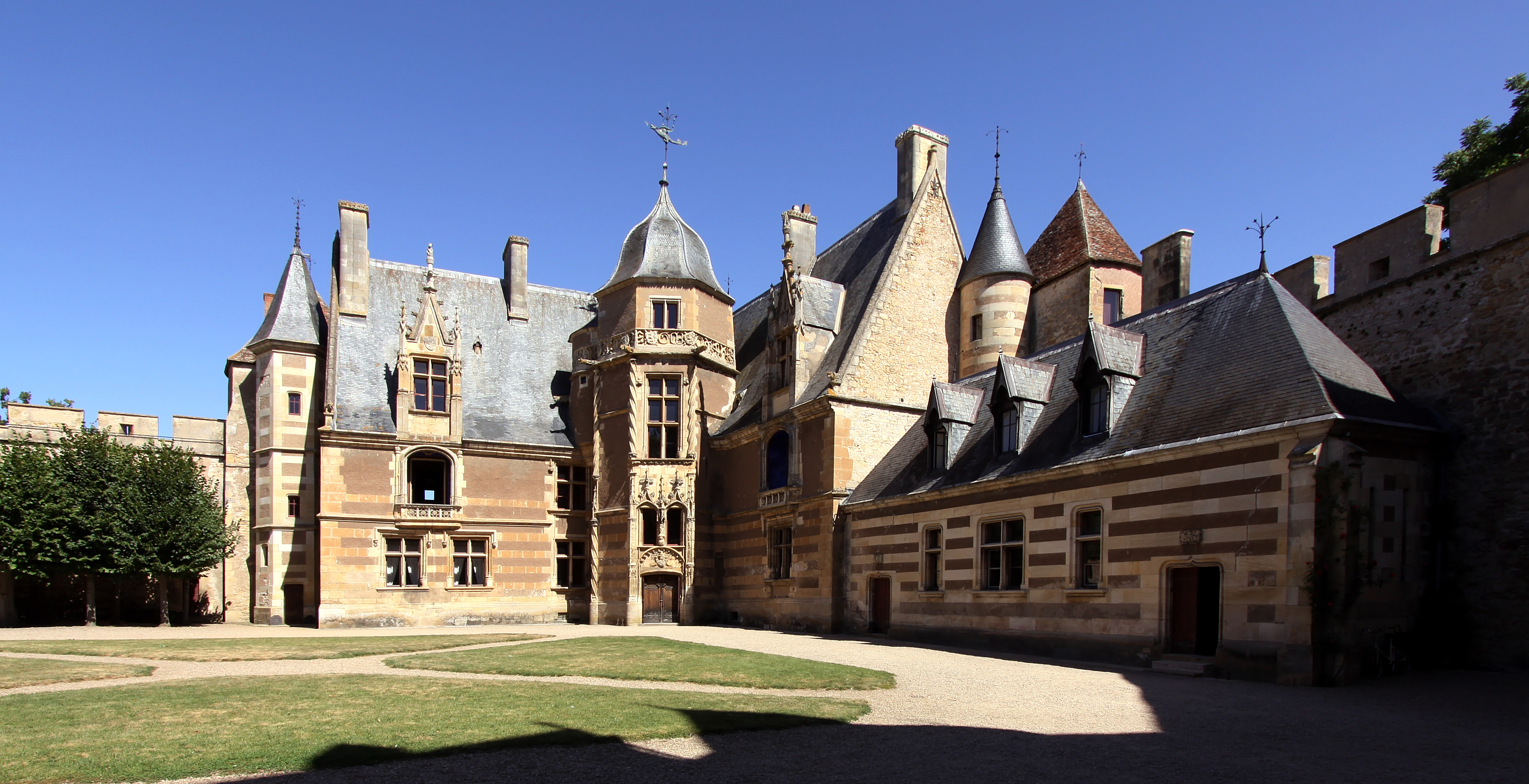
Innenhof – Gebäudetrakt mit Treppenturm

Das Schloss Ainay-le-Vieil gehört zur französischen Gemeinde Ainay-le-Vieil im Département Cher in der Region Centre-Val de Loire. Es ist das südlichste Schloss des Loiretals und steht an der Grenze des Berry. Die in der Ebene liegende Anlage kann keine natürlichen Verteidigungselemente nutzen und ist dafür von einem Wassergraben umgeben.
Das Schloss steht seit Februar 1968 als Monument historique unter Denkmalschutz.

## Baugeschichte
Der Ursprung des Schlosses Ainay-le-Vieil ist wahrscheinlich eine gallo-römische Villa mit Landwirtschaft, die später befestigt wurde. Die im 12. Jahrhundert erwähnte Burg-Vogtei gehörte den Bourbonen und ging Mitte des 13. Jahrhunderts auf die mächtige Familie Sully über. Jean de Sully ließ um 1330/1340 die heutige Anlage errichten, die Ende des 14. Jahrhunderts an die Familie Culan kam.
1443 erwarb Jacques Cœur, Finanzminister Karls VII., das Anwesen und verkaufte es im Dezember 1467 an Charles de Chevenon, Herr von Bigny. Er begann damit, das Wohngebäudes im italienisch beeinflussten spätgotischen Stil zu errichten. Die Arbeiten dazu kamen erst um 1510 unter seinem Sohn Claude sowie dessen Ehefrau Jacqueline de L’Hôpital zu einem Ende. Der Bau hat zwei vorspringende Flügel und einen Treppenturm; allerdings haben Restaurierungsarbeiten, die durch den Marquis Jean-Baptiste de Bigny zwischen 1855 und 1858 durchgeführt wurden, den Bau stark verändert. Der ganze Komplex ist heute umgeben von einer polygonalen Ringmauer mit Rundtürmen an den Ecken, deren Bau sich aber nicht genau datieren lässt.

## Interieur
Im „Großen Salon“ erinnert der monumentale Kamin mit den Buchstaben „L A“ an den Empfang König Ludwigs XII. und Königin Anne de Bretagne durch Claude de Bigny. In der Schlosskapelle ist der Schlussstein mit den Wappen von Claude und Gilbert de Bigny nebst Gemahlinnen geschmückt. Der Kirchenbau besitzt zudem Wandmalereien aus dem 17. Jahrhundert und Glasfenster, die dem Glasmachermeister Jean Lescuyer, der auch einige Fenster der Kathedrale von Bourges geschaffen hat, zugeschrieben werden.